# 1331
1331（千三百三十一、せんさんびゃくさんじゅういち）は自然数、また整数において、1330の次で1332の前の数である。 

## 性質
- 1331は合成数であり、約数は 1, 11, 121, 1331 である。
  - 約数の和は1464。
- 1331 = 113
  - 11番目の立方数である。1つ前は1000、次は1728。
  - n = 3 のときの 11n の値とみたとき1つ前は121、次は14641。
  - 素数 p = 11 のときの p3 の値とみたとき1つ前は343、次は2197。(オンライン整数列大辞典の数列 A030078)
  - (素数)(素数) の形で表せる19番目の数である。1つ前は961、次は1369。(オンライン整数列大辞典の数列 A053810)
- 113番目の回文数である。1つ前は1221、次は1441。
  - 3つの回文数の積で表せる21番目の回文数である。1つ前は999、次は2112。(オンライン整数列大辞典の数列 A078895)
- 1331 = 192 + 212 + 232
  - 3連続奇数の平方和で表せる数である。1つ前は1091、次は1595。
  - n = 19 のときの n2 + (n + 2)2 + (n + 4)2 の値とみたとき1つ前は1208、次は1460。
- いかなる n > 3 の n 進法で1331を表記しても、1331は必ず立方数となる。
- 各位の和が8になる70番目の数である。1つ前は1322、次は1340。
- 1331はパスカルの三角形の四段目の数字列である。1つ前の三段目は121、次の五段目は14641。(オンライン整数列大辞典の数列 A003590)
- 1/1331 の循環節は242桁（= 2×112）となる。
  - 十進法では、11-n の循環節の長さは 2×11n-1 となる。
  - 十二進法では (10-1)3 となる数であり、1/92B(12) の循環節は121桁（B2 = B3-1）となる。

## その他 1331 に関連すること
AMDのSocket AM4は1331本のピンを持つ。